# Chloraminy
Chloroaminy – grupa organicznych związków chemicznych, chlorowych pochodnych sulfonamidów, powstałych przez działanie podchlorynów na amoniak lub związki zawierające grupę aminową (-NH2) albo iminową (=NH).
Większość wykazuje właściwości bakteriobójcze.
Najprostszym przedstawicielem chloroamin jest chloroamina (NH2Cl). Inne przykłady:
- chloramina B – sól sodowa N-monochlorobenzenosulfamidu,
- chloramina DH – N,N-dichloro-2,4,6,2',4',6'-heksachlorodifenylomocznik,
- chloramina T – sól sodowa N-monochlorotoluenosulfamidu.